# Jolanta Lothe
Jolanta Lothe-Kajzar est une actrice polonaise née le 19 avril 1942 à Vilnius et morte le 1er avril 2022 à Varsovie.
En 2012, elle reçoit la médaille de bronze du Mérite culturel polonais Gloria Artis, et en 2020, la médaille d'argent.

## Biographie

### Famille et jeunesse
Jolanta Lothe nait à Vilnius (alors sous occupation allemande),  elle est la fille de l'actrice Wanda Stanisławska-Lothe. Son père a été tué pendant la Seconde Guerre mondiale. Après la guerre, elle s'installe à Gdańsk avec sa mère et sa grand-mère, la poétesse Wanda Stanislawska. 
À l'âge de sept ans, elle apparaît pour la première fois sur la scène du Théâtre Wybrzeże de Gdańsk dans le rôle de la fille de Jane Graham (joué par Teresa Marecka) dans la pièce de Howard Fast.
Elle rêvait d'étudier la médecine, mais juste avant d'obtenir son diplôme de fin d'études secondaires en 1961, elle a remporté le deuxième prix du 8e concours national de récitation à Gdańsk et a décidé de s'inscrire à une école de théâtre. Elle a été admise la première fois au PWST de Varsovie et, en quatrième année, elle a soutenu son diplôme sous la direction d'Aleksander Bardini. En 1966, elle a obtenu son diplôme.

### Carrière
Alors qu'elle était encore étudiante, elle a fait ses débuts sur le petit écran en tant qu'ouvrière dans une étable publique dans la série télévisée Barbara i Jan en 1964.
Un an plus tard, en 1965, elle apparaît au cinéma dans le rôle d'une fille du studio d'enregistrement Postcard dans le drame psychologique Walkower de Jerzy Skolimowski.
Il a été possible de l'apercevoir dans un des épisodes de la série Czterej pancerni i pies en 1966 dans le rôle d'une femme russe dirigeant la circulation sur un pont.
Elle a gagné en popularité en jouant le rôle de l'infirmière Genowefa Kłoś, l'assistante du personnage titre (Ewa Wiśniewska) dans la série télévisée Doktor Ewa en 1970. Elle apparaît dans la comédie culte Rejs en 1970 de Marek Piwowski dans le rôle d'une fille qui se promène en maillot de bain,.
Le public se souvient surtout d'elle pour son interprétation d'Urszula Kurasiowa, l'épouse de Leon (Kazimierz Kaczor), dans la série télévisée Polskie drogi en 1977,, pour laquelle elle a reçu le prix du premier degré du président du comité de la radio et de la télévision en 1978,.
Elle a fait la couverture de magazines tels que Film (en mars 1970 et en novembre 1971), Ekran (en mars 1971 et en mars 1978) et Tele Tydzień (en mai 2013).
Elle a été actrice sur les scènes de Varsovie : au théâtre Syrena (1966-1967), au théâtre classique (1968-1972), au théâtre Studio (1972-1976) et au théâtre national (1976-1982),.
De 1985 à 2018 à Varsovie, elle a co-créé avec Piotr Lachmann le Video-théâtre expérimental Poza qui a remporté le prix Fringe First au Festival Fringe d'Édimbourg en 1992 et a reçu le prix littéraire spécial Władysław Reymont en 2005,,.
Son dernier rôle à la télévision était celui de Teresa Struzik dans la série Barwy szczęścia (2007-2017, 2019-2021).

## Vie privée
En 1972, elle épouse Helmut Kajzar, dramaturge et directeur de théâtre. Ils ont eu une fille, Paula (née en 1973). Kajzar est mort en 1982 à l'âge de 41 ans des suites d'un mélanome. En 1984, elle a épousé Piotr Lachmann.
Elle meurt le 1er avril 2022 à l'âge de 79 ans. Les funérailles ont eu lieu le 8 avril 2022 et l'actrice est enterrée au cimetière de Powązki à Varsovie dans la tombe de sa mère.

## Filmographie

### Films et Longs métrages
- 1965 : Walkower de Jerzy Skolimowski : fille dans le studio d'enregistrement de Postcard
- 1966 : Marysia i Napoleon de Leonard Buczkowski : fille au bar
- 1967 : Wycieczka w nieznane de Jerzy Ziarnik : Halina, habitante d'Oświęcim[23]
- 1967 : Julia, Anna, Genowefa... d'Anna Sokołowska : Irma Dziwiszówna, amie d'Anna
- 1968 : Hasło Korn de Waldemar Podgórski : Wanda, la fiancée de Bracki
- 1968 : Gra de Jerzy Kawalerowicz : Magda, la mariée[24]
- 1969 : Tylko umarły odpowie de Sylwester Chęciński : Monika Kulig, collègue de Renata
- 1969 : Polowanie na muchy d'Andrzej Wajda : Basia éditrice/rédactrice à Nieporęt[25]
- 1969 : Nowy de Jerzy Ziarnik : une employée du département social
- 1969 : Jarzębina czerwona d'Ewa Petelska et Czesław Petelski : Femme allemande dans le sous-sol
- 1970 : Rejs de Marek Piwowski : fille se promenant en maillots de bain
- 1970 : Prom de Jerzy Afanasjew : secrétaire du commandant soviétique
- 1970 : Pejzaż z bohaterem de Włodzimierz Haupe : passagère du train
- 1970 : Książę sezonu de Witold Orzechowski : Jadwiga, "cousine" du directeur
- 1971 : Kłopotliwy gość de Jerzy Ziarnik : le collègue de Piotrowski à la PZMC
- 1971 : Beczka Amontillado de Leon Jeannot : Francesca
- 1971 : 150 na godzinę de Wanda Jakubowska : l'amie de Jimmy à Kosówka
- 1972 : Opętanie de Stanisław Lenartowicz : femme du photographe
- 1972 : Bitva o Hedviku de Julian Dziedzina : servante Zofka
- 1973 : Profesor na drodze de Zbigniew Chmielewski : épouse d'un élève d'une école technique professionnelle
- 1973 : Brzydkie kaczątko de Tomasz Zygadło : hôtesse de l'air
- 1974 : Potop de Jerzy Hoffman : Terka Gasztowtówna-Paculanka
- 1974 : Urodziny Matyldy de Jerzy Stefan Stawiński : Joanna, l'amie de Matylda
- 1974 : Nie ma róży bez ognia de Stanisław Bareja : Korbaczewska
- 1974 : Loghat El Hob de Zoheir Bakir : femme
- 1975 : Wyjazd służbowy d'Andrzej J. Piotrowski : Wanda Nowak, amie de la famille Lipiński
- 1975 : Obrazki z życia de Jerzy Obłamski : Kazia Szymczak (épisode 5.)
- 1975 : Kitka de Ryszard Rydzewski : femme
- 1976 : Smuga cienia d'Andrzej Wajda : membre de l'orchestre féminin
- 1976 : Brunet wieczorową porą de Stanisław Bareja : caissière au cinéma
- 1997 : Bandyta de Maciej Dejczer : l'acheteuse d'un enfant

### Séries télévisées
- 1964 : Barbara i Jan : ouvrière d'étable (épisode 6.)
- 1966 : Klub profesora Tutki : épouse infidèle
- 1966 : Czterej pancerni i pies : femme russe dirigeant la circulation sur un pont (épisode 2.)
- 1970 : Doktor Ewa : sœur Genowefa Kloś (épisodes 2 à 9)
- 1973 : Droga : barmaid dans un motel (épisode 4.)
- 1976 : Wakacje : Nelly Sykusowa, épouse du chef de la ferme collective de Gorzyjałki (épisodes 3 et 4.)
- De 1976 à 1977 : Polskie drogi : Urszula, épouse de Kuraś (épisodes 4 à 11.)
- 1976 : Daleko od szosy : prostituée Lola (épisode 2.)
- 1978 : 07 zgłoś się : en tant qu'elle-même (épisode 7.)
- De 2007 à 2017 et de 2019 à 2021 : Barwy szczęścia : Teresa Struzik, mère de Maria Pyrka
- 2012 : Prawo Agaty : Elżbieta (épisode 18.)
- 2016 : Na dobre i na złe : Barbara, ancienne épouse de Marian (épisode 626.)